# Ricardo Dionisio
Ricardo Nuno Pereira Dionisio, noto semplicemente come Ricardo Dionisio (Arruda dos Vinhos, 4 dicembre 1982), è un allenatore di calcio portoghese.

## Carriera
Muove i primi passi nel mondo del calcio come preparatore atletico, ruolo che ricopre per 10 anni dal 2009 al 2019, quando diventa tecnico dello Stade Nyonnais. Resta alla guida del club vodese fino al dicembre dello stesso anno, quando risolve il contratto e firma con i vallesani del Sion. Dopo soltanto cinque gare di campionato e 2 punti ottenuti con la squadra vallesana, viene dimesso dal suo incarico.
Il 15 Novembre 2023 diventa il nuovo allenatore dello FC Stade Lausanne-Ouchy che porta alla retrocessione in Challenge League. Il 25 settembre 2024, dopo otto giornate con soli sei punti ottenuti e l'ultimo posto in classifica, viene esonerato.

## Statistiche

### Statistiche da allenatore
Statistiche aggiornate al 16 settembre 2024.
| Stagione                    | Squadra                     | Campionato                  | Campionato | Campionato | Campionato | Campionato | Coppe nazionali | Coppe nazionali | Coppe nazionali | Coppe nazionali | Coppe nazionali | Coppe continentali | Coppe continentali | Coppe continentali | Coppe continentali | Coppe continentali | Altre coppe | Altre coppe | Altre coppe | Altre coppe | Altre coppe | Totale | Totale | Totale | Totale | % Vittorie | Piazzamento      |
| Stagione                    | Squadra                     | Comp                        | G          | V          | N          | P          | Comp            | G               | V               | N               | P               | Comp               | G                  | V                  | N                  | P                  | Comp        | G           | V           | N           | P           | G      | V      | N      | P      | %          | Piazzamento      |
| --------------------------- | --------------------------- | --------------------------- | ---------- | ---------- | ---------- | ---------- | --------------- | --------------- | --------------- | --------------- | --------------- | ------------------ | ------------------ | ------------------ | ------------------ | ------------------ | ----------- | ----------- | ----------- | ----------- | ----------- | ------ | ------ | ------ | ------ | ---------- | ---------------- |
| ago.-nov. 2019              | Stade Nyonnais              | PL                          | 17         | 9          | 3          | 5          | CS              | 2               | 1               | 0               | 1               | -                  | -                  | -                  | -                  | -                  | -           | -           | -           | -           | -           | 19     | 10     | 2      | 6      | 52,63      | Risoluz.         |
| gen.-feb. 2020              | Sion                        | SL                          | 5          | 0          | 2          | 3          | CS              | -               | -               | -               | -               | -                  | -                  | -                  | -                  | -                  | -           | -           | -           | -           | -           | 5      | 0      | 2      | 3      | &0,00      | Sub. eson.       |
| nov. 2023-2024              | Stade Lausanne-Ouchy        | SL                          | 25         | 5          | 4          | 16         | CS              | -               | -               | -               | -               | -                  | -                  | -                  | -                  | -                  | -           | -           | -           | -           | -           | 25     | 5      | 4      | 16     | 20,00      | Sub. 12° (retr.) |
| 2024-2025                   | Stade Lausanne-Ouchy        | CL                          | 8          | 1          | 3          | 4          | CS              | 2               | 1               | 0               | 1               | -                  | -                  | -                  | -                  | -                  | -           | -           | -           | -           | -           | 10     | 2      | 3      | 5      | 20,00      | Eson.            |
| Totale Stade Lausanne-Ouchy | Totale Stade Lausanne-Ouchy | Totale Stade Lausanne-Ouchy | 33         | 6          | 7          | 20         |                 | 2               | 1               | 0               | 1               |                    |                    |                    |                    |                    |             |             |             |             |             | 35     | 7      | 7      | 21     | 20,00      |                  |
| Totale carriera             | Totale carriera             | Totale carriera             | 55         | 15         | 12         | 28         |                 | 4               | 2               | 0               | 2               |                    |                    |                    |                    |                    |             |             |             |             |             | 59     | 17     | 12     | 30     | 28,81      |                  |